# Борго (Рим)

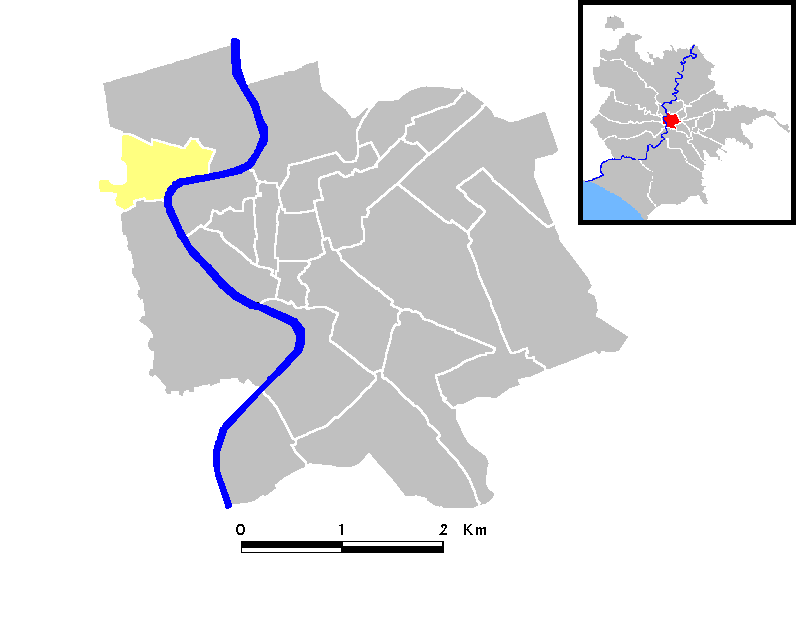
Борго

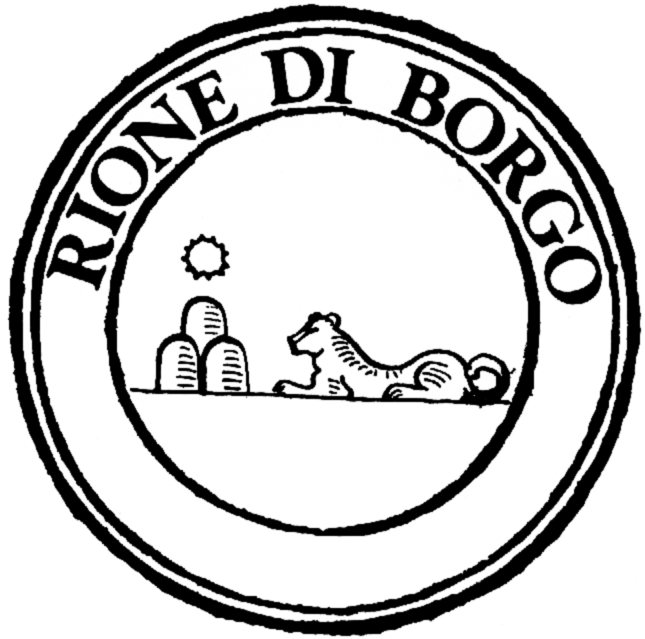
Герб Борго

Борго (італ. Borgo) — 14 район (італ. Rione) Риму, розташований від Ватиканського палацу до Замку Сант-Анджело.

## Назва

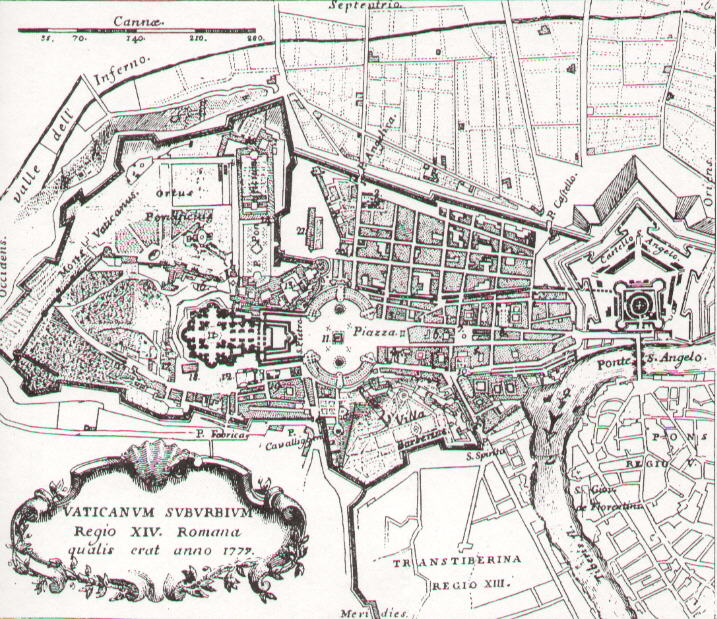
Борго у 1779 році

На античному Ager Vaticanus побудував папа Лев IV мур навколо Civitas Leonina для захисту паломників, які походили в основному з німецькомовних країн. Звідти і розповсюдилась назва, що походить від нім. Burg в значенні «місто», яке стало італ. Borgo. При будівництві вулиці Via della Conciliazione у 1936—1950 роках були зруйновані середньовічні споруди району, в якому знаходилися притулки для паломників з усього світу.

## Герб
Герб Борго зображає лежачого лева перед горою, над якою стоїть зірка. Лев — символ папи Лева IV, і також папи Сікста V, який включив Борго до складу міста.